# Virey (Manche)
Virey ist eine Ortschaft und eine Commune déléguée in der französischen Gemeinde Saint-Hilaire-du-Harcouët mit 960 Einwohners (Stand 1. Januar 2022) im Département Manche in der Region Normandie. 
Mit Wirkung vom 1. Januar 2016 wurden die früheren Gemeinden Saint-Martin-de-Landelles und Virey mit der Gemeinde Saint-Hilaire-du-Harcouët fusioniert und bilden seither eine Commune nouvelle gleichen Namens. Sie gehörte zum Arrondissement Avranches und zum Kanton Saint-Hilaire-du-Harcouët.

## Geografie
Virey liegt etwa 59 Kilometer südlich von Saint-Lô und etwa 20 Kilometer ostsüdöstlich von Avranches an der Sélune. 

## Sehenswürdigkeiten
- Kirche Saint-Gervais, Monument historique

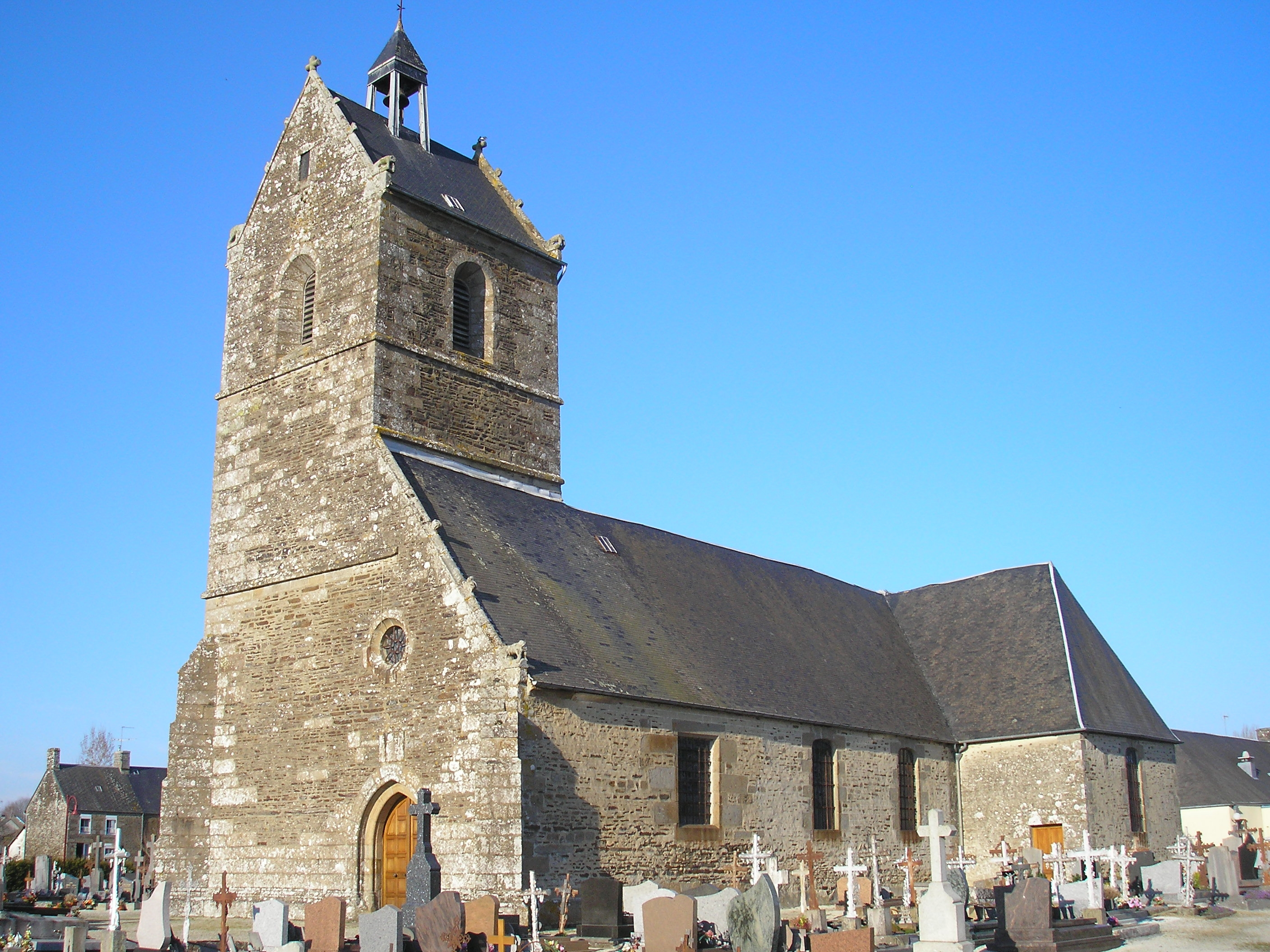
Kirche Saint-Gervais

## Persönlichkeiten
- Georges-Hilaire Dupont (1919–2020), Bischof von Pala